# Flodflicksländor
Flodflicksländor (Platycnemididae) är en familj i insektsordningen trollsländor som tillhör underordningen flicksländor och jungfrusländor. Familjen omfattar cirka 190 arter fördelade på omkring 26 släkten. I Sverige representeras familjen av ett släkte. Ett annat namn som används om familjen är fjäderflicksländor.

## Systematik
Denna systematik anger släkten.
- Allocnemis
- Arabicnemis
- Asthenocnemis
- Calicnemia
- Coeliccia
- Copera
- Cyanocnemis
- Denticnemis
- Idiocnemis
- Indocnemis
- Leptocnemis
- Lieftinckia
- Lochmaeocnemis
- Mesocnemis
- Metacnemis
- Oreocnemis
- Paracnemis
- Paramecocnemis
- Platycnemis
- Rhyacocnemis
- Risiocnemis
- Salomoncnemis
- Sinocnemis
- Stenocnemis
- Thaumatagrion
- Torrenticnemis